# The Fighting Gringo (film 1917)
The Fighting Gringo è un film muto del 1917 diretto da Fred A. Kelsey che aveva come eroe il personaggio di William 'Red' Saunders, interpretato da Harry Carey. Lo scrittore Henry Wallace Phillips scrisse molti romanzi e racconti con protagonista Saunders. Scrisse anche per il cinema, ma non si sa se, in precedenza, questo soggetto sia stato mai pubblicato.

## Trama
Turbato dal fatto che una coppia di suoi amici, Mary Smith e Arthur Saxon, pur amandosi sinceramente, si è separata, William "Red" Saunders si mette in testa di riunirli. Scopre così che Mary è sotto l'influenza di Belknap, un missionario con delle ambizioni politiche, che usa le sue doti ipnotiche per plagiare la donna. Saunders decide di mettere fuori gioco l'ambiguo pastore e l'occasione gli si offre quando Belknap si allea con Dupreto, un leader rivoluzionario che intende rovesciare il governo del presidente Orinez. Saunders, appoggiando Orinez, mette al tappeto i rivoltosi e, al tempo stesso, riesce a riconciliare la coppia divisa.

## Produzione
Il film fu prodotto dalla Red Feather Photoplays (Universal Film Manufacturing Company).

## Distribuzione
Il copyright del film, richiesto dalla Universal Film Mfg. Co., Inc., fu registrato il 19 marzo 1917 con il numero LP10409.
Distribuito dalla Red Feather Photoplays (Universal Film Manufacturing Company), il film uscì nelle sale statunitensi il 26 marzo 1917.
Non si conoscono copie ancora esistenti della pellicola che viene considerata presumibilmente perduta.